# Danilo dos Santos de Oliveira
Danilo dos Santos de Oliveira (Salvador, 29 april 2001) is een Braziliaans voetballer die doorgaans speelt als defensieve middenvelder. Hij verruilde Nottingham Forest in juli 2025 voor Botafogo.

## Clubstatistieken

### Palmeiras
Danilo begon met voetballen in de jeugd bij PFC Cajazeiras en ging in 2019 aan de slag bij SE Palmeiras. Op 6 september 2020 maakte hij tegen Red Bull Bragantino. In zijn eerste seizoen won hij met Palmeiras de Copa do Brasil. Op 2 december 2020 scoorde hij in de Copa Libertadores tegen Delfín Sporting Club zijn eerste doelpunt voor de club. Ook die competitie won Danilo dat seizoen en won hij ook het seizoen erop. In totaal speelde Danilo 141 wedstrijden voor Palmeiras, waarin hij twaalf keer scoorde en negen assists gaf.

### Nottingham Forest
In de zomer van 2023 haalde Nottingham Forest Danilo voor 20 miljoen euro op bij Palmeiras. Op 12 augustus maakte hij tegen Arsenal zijn debuut voor de club. Op 17 januari 2024 maakte hij tegen Brentford zijn eerste doelpunt voor Nottingham. Hij begon zijn tweede seizoen bij Nottingham Forest tegen AFC Bournemouth, maar viel na een kwartier geblesseerd uit met een enkelbreuk en miste de gehele eerste seizoenshelft. Daardoor kwam hij tot slechts dertien wedstrijden dat seizoen. Wel behaalde hij Europees voetbal met Nottingham. In totaal speelde Danilo 72 wedstrijden voor Nottingh, waarin hij goed was voor zes goals en vier assists.

### Botafogo
In de zomer van 2025 keerde Danilo terug naar zijn thuisland Brazilië, om te gaan voetballen bij Botafogo. Hij tekende daar een contract voor vier seizoenen tot de zomer van 2029. Op 3 augustus maakte hij tegen Cruzeiro zijn debuut voor de club.

## Clubstatistieken
| Seizoen | Club              | Competitie     | Competitie | Competitie | Beker | Beker | Overig | Overig | Totaal | Totaal |
| Seizoen | Club              | Competitie     | Wed.       | Dlp.       | Wed.  | Dlp.  | Dlp.   | Dlp.   | Wed.   | Dlp.   |
| ------- | ----------------- | -------------- | ---------- | ---------- | ----- | ----- | ------ | ------ | ------ | ------ |
| 2020    | Palmeiras         | Série A        | 18         | 0          | 5     | 0     | 11     | 1      | 34     | 1      |
| 2021    | Palmeiras         | Série A        | 31         | 3          | 1     | 0     | 17     | 1      | 49     | 3      |
| 2022    | Palmeiras         | Série A        | 43         | 3          | 3     | 1     | 12     | 3      | 58     | 7      |
| 2022/23 | Nottingham Forest | Premier League | 13         | 3          | 2     | 0     | –      | –      | 15     | 3      |
| 2023/24 | Nottingham Forest | Premier League | 29         | 2          | 5     | 1     | –      | –      | 34     | 3      |
| 2024/25 | Nottingham Forest | Premier League | 8          | 0          | 5     | 0     | –      | –      | 13     | 0      |
| 2025    | Botafogo          | Série A        | 2          | 0          | 1     | 0     | 0      | 0      | 3      | 0      |
| Totaal  | Totaal            | Totaal         | 144        | 11         | 22    | 2     | 40     | 5      | 206    | 18     |

Bijgewerkt tot en met 14 augustus 2025.

## Erelijst
| Competitie          | Aantal    | Jaren      |
| Palmeiras           | Palmeiras | Palmeiras  |
| ------------------- | --------- | ---------- |
| Série A             | 1x        | 2022       |
| Copa do Brasil      | 1x        | 2020       |
| Copa Libertadores   | 2x        | 2020, 2021 |
| Recopa Sudamericana | 1x        | 2022       |

1 Raul ·
2 Vitinho ·
4 Ponte ·
5 Barbosa ·
6 De Paula ·
7 Artur ·
9 Cruz ·
10 Savarino ·
11 Martins ·
12 John ·
13 Telles ·
15 Bastos ·
16 Fernandes ·
17 Freitas  ·
18 Kauê ·
19 Kayke ·
20 Barboza ·
21 Marçal ·
23 Rodríguez ·
24 Linck ·
25 Allan ·
26 Gregore ·
28 Newton ·
32 Cunha ·
33 Manoel ·
39 Mastriani ·
47 Jeffinho ·
57 Ricardo ·
66 Cuiabano ·
67 Yarlen ·
77 Lindes ·
99 Jesus ·
Coach: Paiva